# José Alvarado
Pour les articles homonymes, voir Alvarado.
José Antonio Alvarado Lizarzabal (né le 21 mai 1995 à Maracaibo, Zulia, Venezuela) est un lanceur de relève gaucher des Phillies de Philadelphie de la Ligue majeure de baseball.

## Carrière
José Alvarado signe son premier contrat professionnel en 2012 avec les Rays de Tampa Bay. Il joue en ligues mineures avec des clubs affiliés aux Rays à partir de 2012 et est lanceur de relève depuis 2015.
Il fait ses débuts dans le baseball majeur avec les Rays comme lanceur de relève le 3 mai 2017.